# Folcodina
La folcodina è un amino alchil etere della morfina sintetizzato per la prima volta e brevettato dai laboratori Dausse, diretti da Charles-Henri Génot dopo la morte di Émile Boulanger. Il composto presenta attività di sedazione della tosse, ad azione centrale, simile a quella del destrometorfano.

## Farmacodinamica
Dopo aver oltrepassato la barriera emato-encefalica il farmaco agisce sul centro della tosse a livello del midollo allungato nel sistema nervoso centrale (SNC). Presenta anche un'attività deprimente sul centro del respiro: questo effetto sarebbe 1,6 volte superiore a quella della codeina. A dosi terapeutiche la folcodina non presenta effetti analgesici, ma solo blandamente sedativi. Dopo somministrazione orale la sua azione si protrae per 4-5 ore ed è prolungata in soggetti con insufficienza epatica.

## Farmacocinetica
A seguito di somministrazione per via orale la folcodina viene rapidamente assorbita dal tratto gastrointestinale. Le concentrazioni plasmatiche massime (Cmax) sono raggiunte entro 4-8 ore dall'assunzione. La sua lunga emivita di eliminazione (variabile tra le 32 e le 43 ore), approssimativamente 16 volte più lunga di quella della codeina, trova una probabile spiegazione nell'elevato volume di distribuzione, quantificato tra i 36 ed i 49 l/kg). Il metabolismo del farmaco è prevalentemente epatico ed avviene molto lentamente. 
Il legame con le proteine plasmatiche è del 23% circa. La concentrazione della folcodina nella saliva è 3,6 volte superiore a quella plasmatica. Il farmaco viene eliminato dall'organismo attraverso l'emuntorio renale sia come molecola immodificata (circa il 27% di una dose), sia come metaboliti coniugati con solfati o con acido glucuronico.

## Tossicologia
Studi sperimentali eseguiti sul topo hanno messo in evidenza una DL50, quando somministrato per via sottocutanea, pari a 540 mg/kg peso corporeo. Nell'adulto la dose letale minima risulta di 500 mg, mentre nel bambino è di circa 200 mg.

## Usi clinici
La folcodina viene impiegata nel trattamento della tosse secca e stizzosa, non associata ad escreato.

## Dosi terapeutiche
La folcodina si somministra per via orale in dosi di 5–10 mg 3-4 volte al giorno. Nei bambini con età superiore ai due anni si somministrano fino a 5 mg 3-4 volte al giorno, mentre nei bambini al di sotto dei due anni si somministrano 2-2,5 mg 3 volte al giorno.

## Effetti collaterali e indesiderati
Nel corso del trattamento si possono osservare disturbi gastrointestinali (dispepsia, nausea, vomito e stipsi) oppure del sistema nervoso (sonnolenza, sedazione, confusione mentale). Talvolta si verificano coliche biliari. In seguito alla somministrazione di dosi elevate si può manifestare depressione respiratoria, atassia, irrequietezza, eccitazione ed euforia.
Raramente sono stati segnalati disturbi da ipersensibilità (allergia, orticaria, eczema).
Con l'uso cronico si può sviluppare tolleranza e dipendenza (soprattutto di tipo psichico).

In alcuni paesi i farmaci antitussivi a base di folcodina sono stati ritirati dal mercato perché provocavano un aumento dei livelli di anticorpi IgE, indipendentemente dalla presenza in quel momento di un'allergia al farmaco. Molti autori ritengono che questo effetto possa aumentare il rischio di anafilassi a bloccanti neuromuscolari utilizzati durante l'anestesia.

## Controindicazioni
Il farmaco è controindicato nei soggetti con ipersensibilità individuale al principio attivo oppure ad uno qualsiasi degli eccipienti della formulazione farmacologica. Inoltre va tenuta presente una controindicazione relativa nei soggetti affetti da insufficienza renale o insufficienza epatica. L'uso in soggetti con problemi respiratori gravi (broncopneumopatia cronica ostruttiva, asma bronchiale, bronchiectasie, insufficienza respiratoria) richiede cautela e monitoraggio della saturazione in ossigeno.

## Gravidanza e allattamento
Il profilo di sicurezza ed efficacia della folcodina non è stato ancora stabilito per l'uso durante la gravidanza ed in donne che allattano al seno. il composto può essere utilizzato da donne in stato di gravidanza solo dopo che il medico abbia attentamente valutato i benefici attesi per la madre in rapporto ai potenziali rischi per il feto.

## Interazioni
- Fenotiazine, inibitori della monoamino ossidasi (IMAO), antidepressivi triciclici: la contemporanea somministrazione di folcodina e queste sostanze è potenzialmente in grado di amplificare e prolungare gli effetti deprimenti sul sistema nervoso centrale dell'antitussivo.

## Avvertenze
Considerando la possibilità che si possa manifestare sonnolenza è raccomandabile non assumere il farmaco se si devono svolgere attività che richiedono attenzione e prontezza di riflessi (ad esempio guida di autoveicoli).
Nel dicembre 2022, l'EMA e l'AIFA hanno disposto il ritiro dal mercato dei farmaci a base di folcodina poiché l'interazione con agenti bloccanti neuromuscolari nei 12 mesi precedenti l'anestesia generale può provocare una reazione anafilattica.